# نمل الثور الصغير
نمل الثور الصغير (الاسم العلمي:Myrmecia minuscula) هو نوع من النمل يتبع جنس نمل الثور من أسرة نملاوات الثور.